# Зигмунд (Бранденбург-Кулмбах)
Зигмунд (на немски: Siegmund von Brandenburg-Kulmbach; * 27 септември 1468, Ансбах; † 26 февруари 1495, Ансбах) е маркграф на Бранденбург-Кулмбах от 1486 до 1495 г. Той принадлежи към бранденбургската линия на Хоенцолерните.

## Живот
Зигмунд е най-малкият син на бранденбургския курфюрст Албрехт Ахилес (1414–1486) и втората му съпруга Анна Саксонска (1437 – 1512), дъщеря на курфюрст Фридрих II от Саксония.
Зигмунд умира неженен и бездетен през 1495 г. и по-големият му брат ансбахският маркграф Фридрих II го наследява. Зигмунд е погребан в манастир Хайлсброн.